# Scheepsgolf

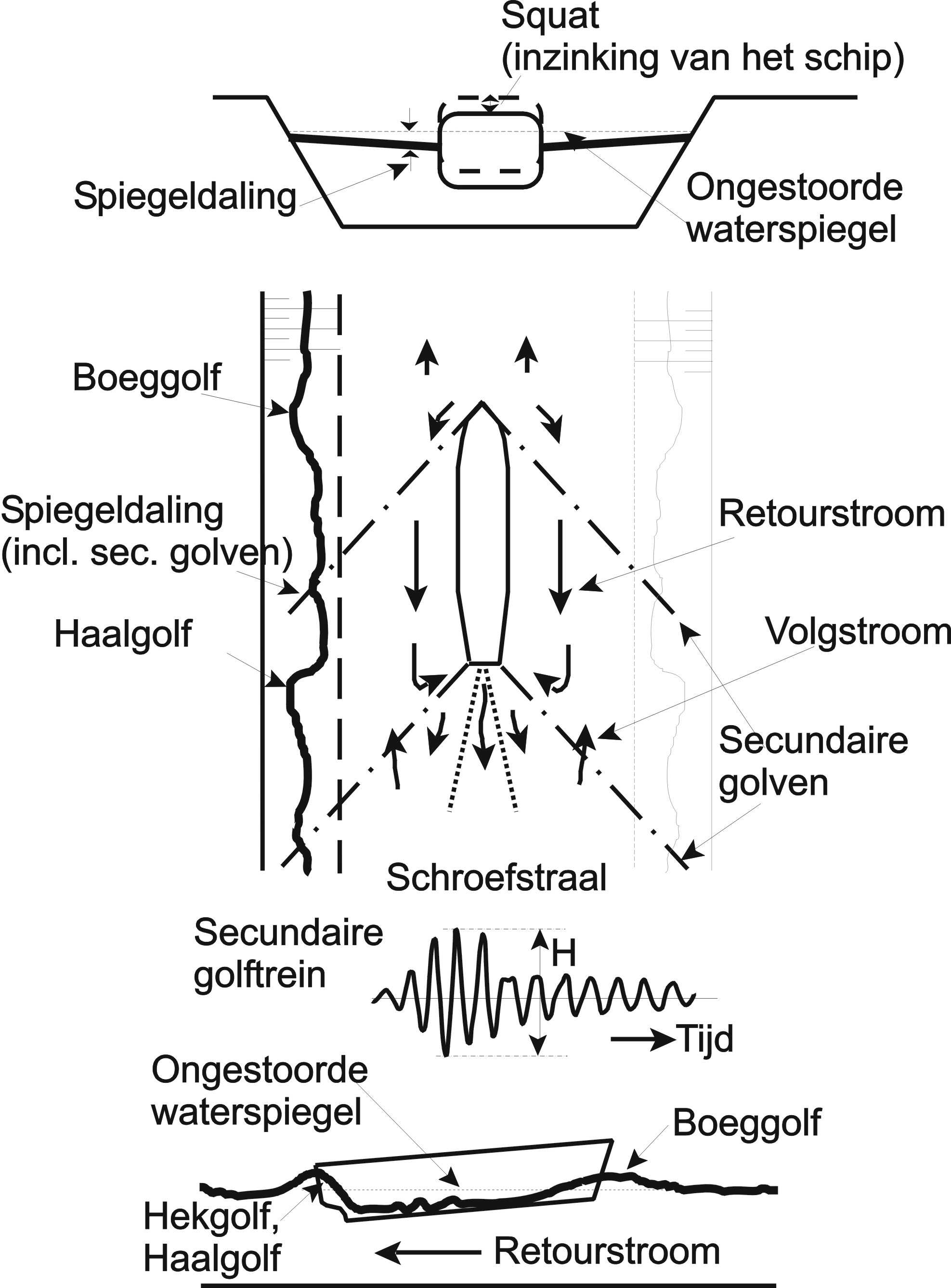
Stromings- en golfverschijnselen rondom een schip

Een scheepsgolf is een golf die wordt geproduceerd door een varend schip. Golfweerstand treedt op zodra een lichaam zich beweegt in het scheidingsvlak tussen twee stoffen met verschillende dichtheden, zoals water en lucht, of waterlagen met verschillende temperatuur of zoutgehalte. Een varend schip veroorzaakt een drukverstoring die golven opwekt. Deze worden bepaald door het evenwicht tussen drukkrachten, traagheidskrachten en de zwaartekracht. Bij lichamen onder water neemt het golfmakend vermogen af met de diepte tot deze verwaarloosbaar wordt, als regel op een diepte die de helft van de lengte is, met uitzondering van de eerder genoemde grenslagen.
Scheepsgolven zijn opgebouwd uit de boeg- en hek- of haalgolf. Daarnaast zijn er achter en naast het schip secundaire golfsystemen. Verder treden er ook nog andere verschijnselen op zoals squat en retourstroming.

## Golfsystemen

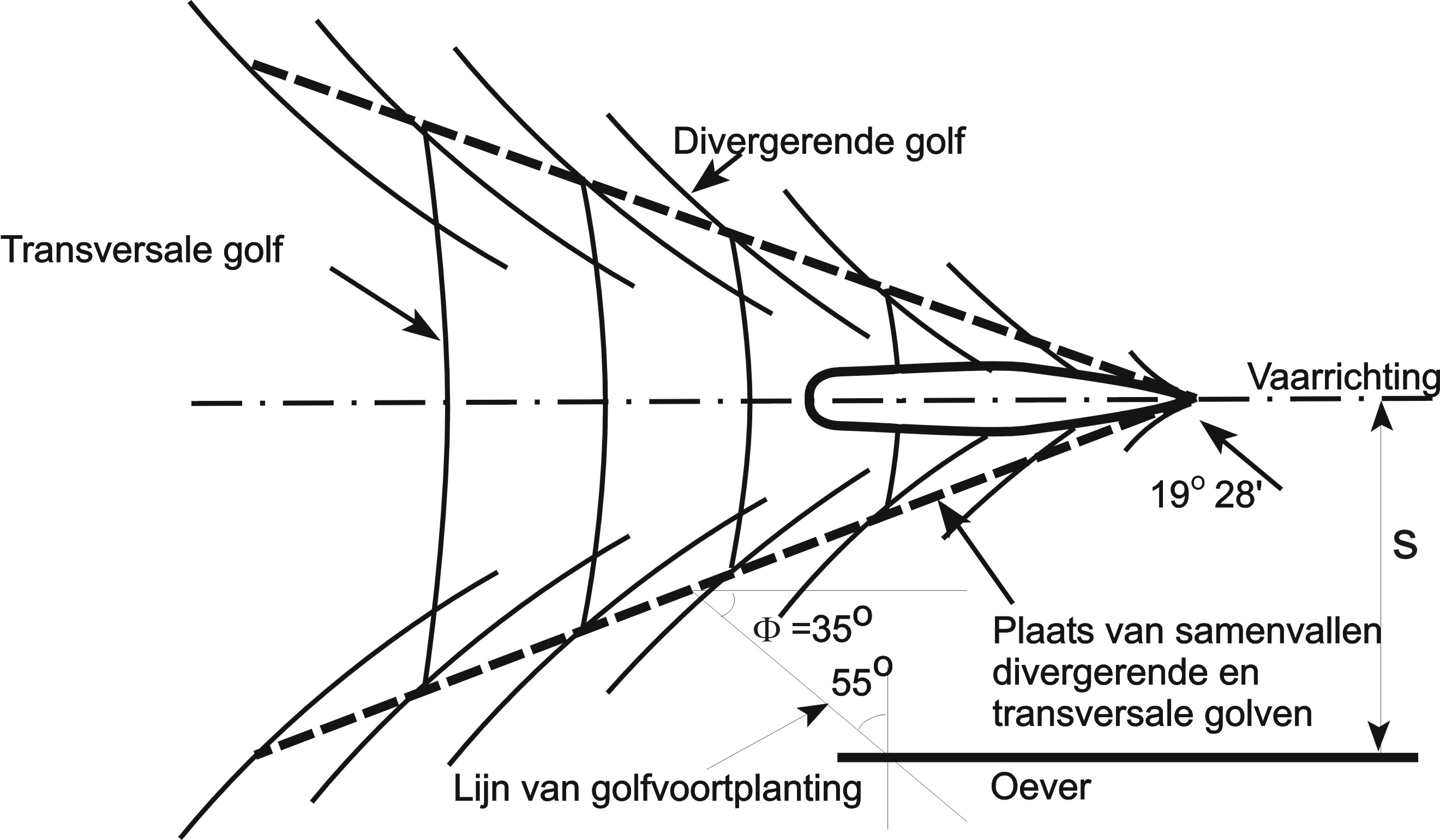
secundaire scheepsgolven

Rond 1900 deed Lord Kelvin onderzoek naar de golfweerstand van schepen. Hij onderscheidde twee soorten golfsystemen (Kelvinscheepsgolf):
- Divergerende golven.
- Dwarsgolven of transversale golven.

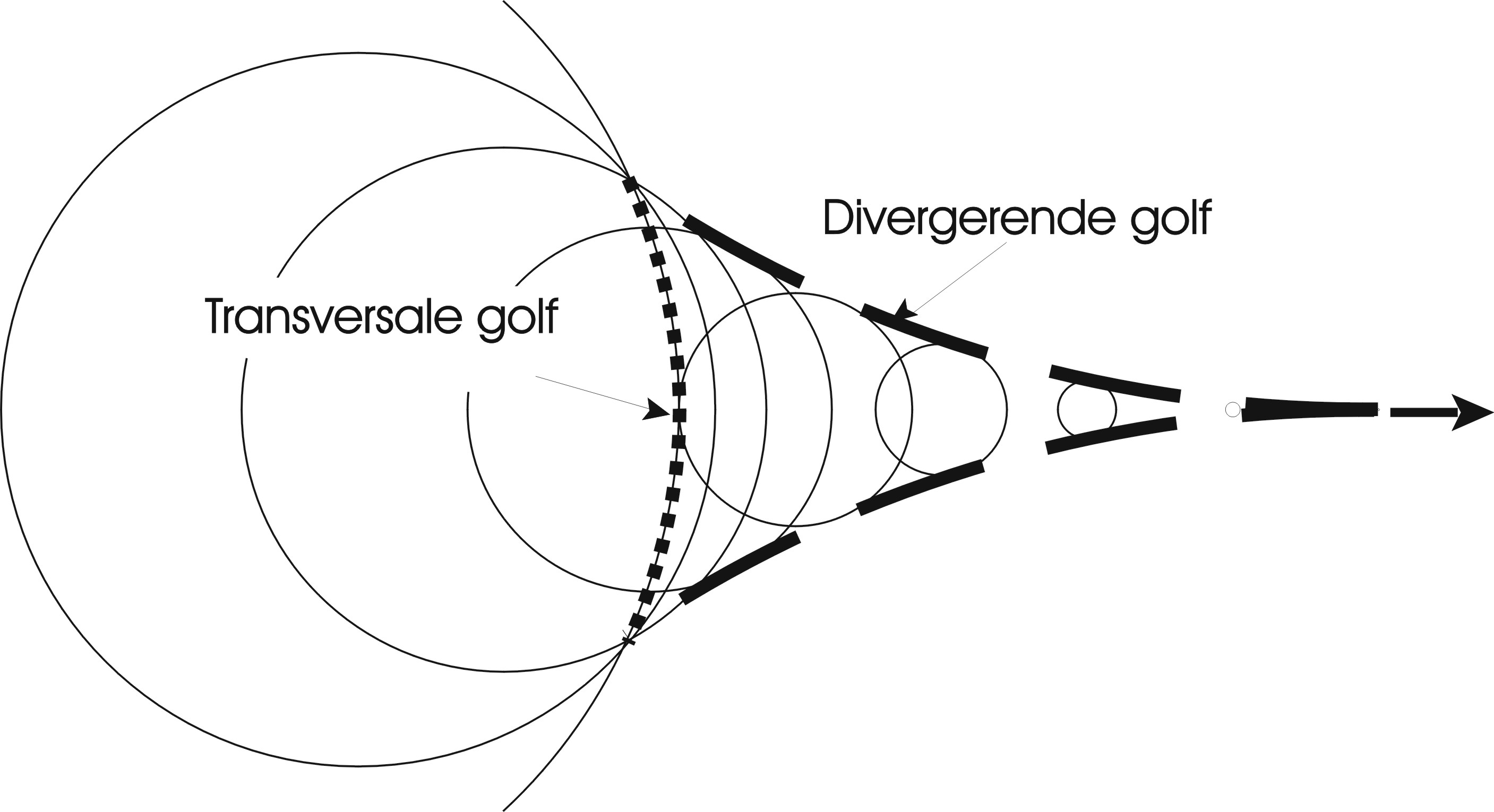
Ontstaan van Kelvingolven achter een schip

Dit systeem is gebaseerd op een bewegend drukpunt. De golven bewegen met de snelheid van het schip. Hoewel dit een vereenvoudiging is, kan als eerste benadering de boeg van een schip beschouwd worden als bewegend hoge-drukveld en het hek als bewegend lage-drukveld. Zowel het voor- als het achterschip genereren divergerende en dwarsgolven, waarbij dit bij het voorschip een golftop is en bij het achterschip een golfdal. De divergerende golven van het achterschip zijn echter veel minder waarneembaar en de dwarsgolven achter het achterschip zijn alleen waar te nemen als samenstelling van het voor- en achterschip.
De golftop bij het voorschip kan worden verminderd door een golfdal te genereren met een bulbsteven. De werking hiervan is echter onder andere afhankelijk van de snelheid en kan bij een andere dan de ontwerpsnelheid zelfs een negatief effect hebben.

## Golfsnelheid
De voortplantingssnelheid van de boeg- en haalgolf (dus van de primaire golf) hangt af van de scheepslengte en van de waterdiepte, zie hiervoor het lemma rompsnelheid. De snelheid van een (normaal) varend schip is nooit meer dan de rompsnelheid (ook wel grenssnelheid genaamd), meestal vaart men met 90% van de rompsnelheid.

## Golflengte
De golflengte van de primaire golf in diep en ruim water is te  berekenen met de volgende formule:
{\displaystyle L_{w}={\frac {2\pi \cdot v^{2}}{g}}}
Hierin is v de snelheid van het schip en Lw de lengte van het schip. Zie ook het lemma rompsnelheid voor meer details.
De secundaire golven bereiken hun maximale waarde bij Fr = 1. Voor waarden van Fr < 0,75 zijn secundaire golven diepwatergolven. In dat geval (met c = vs cos φ en φ = 35°) geldt:
{\displaystyle c={\frac {gT}{2\pi }}\rightarrow T=\cos 35^{\circ }v_{s}{\frac {2\pi }{g}}\approx 0{,}82v_{s}{\frac {2\pi }{g}}}
en
{\displaystyle L={\frac {gT^{2}}{2\pi }}}

## Golfhoogte

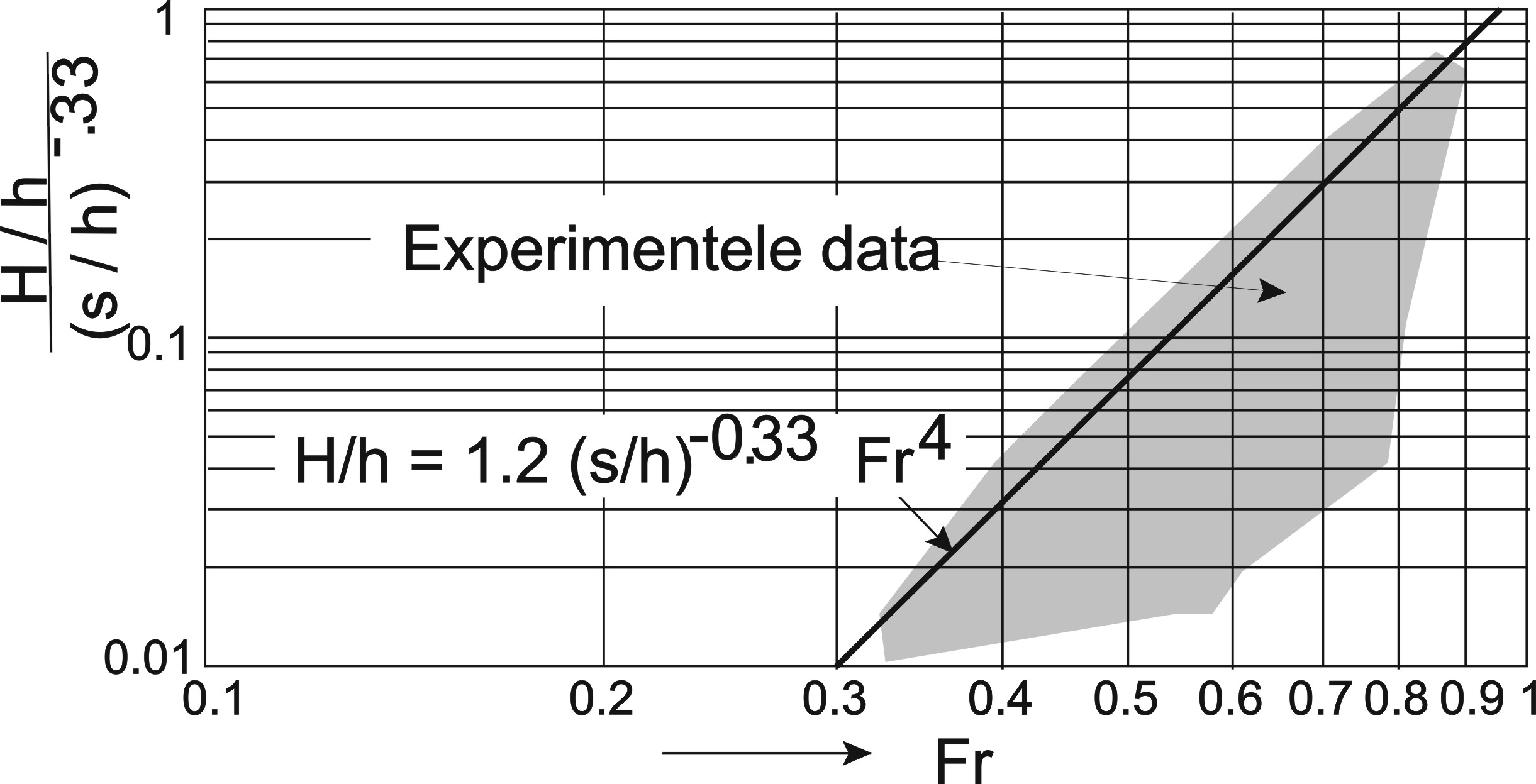
gemeten hoogte secundaire golven

De golfhoogte van de primaire scheepsgolf is af te leiden uit de Wet van Bernoulli. Zie hervoor het lemma squat. De hoogte van de secundaire golven aan de oever is theoretisch lastig te bepalen, maar hangt van de waterdiepte en het Getal van Froude af. Op basis van metingen in het model en in de werkelijkheid is de volgende formule afgeleid (dit is een bovengrens) :
{\displaystyle {\frac {H}{h}}=\zeta \left({\frac {s}{h}}\right)^{-1/3}Fr^{4}}
Hierin is:
H = golfhoogte aan de oever
h = waterdiepte
ς = fitfactor
s = afstand van vaarlijn schip tot aan de oever
Fr = Getal van Froude
Voor ς kan gebruikt worden
1,00 sleepboot
0,35 leeg binnenvaartschip
0,75 geladen binnenvaartschip
0,50 duwconvooi
0,80 overige schepen